# Episimoides erythraea
Episimoides erythraea är en fjärilsart som beskrevs av Diakonoff 1957. Episimoides erythraea ingår i släktet Episimoides och familjen vecklare. Inga underarter finns listade i Catalogue of Life.